# Vjetroturbine
Vjetroturbine ili vjetrene turbine su energetski strojevi koji pretvaraju kinetičku energiju vjetra u mehanički rad, ponajprije za pogon električnih generatora (vjetroturbina + električni generator = vjetroagregat). Ona je glavni dio vjetroelektrane, a razvila se iz vjetrenjače usavršavanjem konstrukcije lopatica, što je omogućilo postizanje većih snaga uz bolju iskoristivost. U osnovi se razlikuju turbine s okomitim i s vodoravnim vratilom. Turbine s vodoravnim vratilom mogu biti s jednim, dvama ili trima aerodinamički oblikovanim lopaticama, takozvanim krilima (brzohodne turbine, kakve se danas najviše upotrebljavaju), ili s nizom jednostavnije oblikovanih lopatica koje čine rotor (sporohodne turbine, prikladne samo za pogon mehaničkih strojeva, ne i električnih generatora). Rad turbina s okomitim vratilom može biti zasnovan na otporu što ga vjetru pružaju zakrivljene lopatice (na primjer Savoniusova turbina), ili na načelu aerodinamičkoga uzgona profiliranih krila (na primjer Darrieusova turbina); primjenljivost obiju vrsta takvih turbina tek se istražuje.

## Kratak pregled povijesti
Energija vjetra je poseban oblik Sunčeve energije. Sunčevo zračenje uzrokuje nejednoliko zagrijavanje Zemljine površine te temperaturne razlike koje su uzrok postojanja gibanja zraka koje mi nazivamo vjetrom. Vjetar može postići puno veću energetsku gustoću nego Sunčevo zračenje: 10 kW/m2 tijekom jakih oluja i preko 25 kW/m2 tijekom uragana, dok se maksimum prizemnog Sunčevog zračenja kreče oko 1 kW/m2, ali kod laganog povjetarca od 5 m/s (18 km/h, 11,2 mph) gustoća energije vjetra je jako mala i iznosi oko 0,075 kW/m2. Zbog gore spomenute velike energetske gustoće ljudi su kroz povijest energiju vjetra iskorištavali upotrebom raznih vrsta vjetrenjača, odnosno vjetroturbina i nastojali sve više povećavati njenu iskoristivost u energetskoj pretvorbi u mehaničku energiju, a kasnije i u električnu.
Povijest iskorištavanja snage vjetra ide puno stoljeća u prošlost. Energija vjetra je iskorištavana za navodnjavanje još prije 3 000 godina. Povijesni izvori govore o iskorištavanju energije vjetra za pogon mlinova u Afganistanu još u 7. stoljeću. Te vjetrenjače su konstrukcijski bile vrlo jednostavne i imale su malu iskoristivost uspoređujući ih s današnjim sistemima. U Europi, energija vjetra je postajala sve važnijom od 12. stoljeća prema današnjim danima, a s povećanjem važnosti energije vjetra i sa sve većim njenim iskorištavanjem konstrukcija vjetrenjača se sve više razvijala i postajala sve naprednijom. Desetci tisuća vjetrenjača je upotrebljeno za drenažu zemljišta u Nizozemskoj tijekom 17. i 18. stoljeća, te vjetrenjače su bile složene i mogle su samostalno pratiti vjetar. U 19. stoljeću u Sjevernoj Americi vjetrenjače su upotrebljavane za pogon sistema za pumpanje vode.
U 20. stoljeću energija vjetra se natjecala s drugim izvorima energije kao što su vodena para koja se upotrebljavala u parnim strojevima i fosilna goriva koja su se upotrebljavala u motorima s unutarnjim izgaranjem. Konačno, upotreba električne energije i elektrifikacija su istisnule vjetrenjače iz upotrebe i učinile enegriju vjetra sasvim zapostavljenom. Do ponovnog oživljavanja upotrebe energije vjetra došlo je zbog naftne krize tijekom 1970-tih. Za razliku od prijašnjih sustava za iskorištavanje energije vjetra koji su energiju vjetra pretvarali u mehaničku energiju moderni sustavi energiju vjetra isključivo pretvaraju u električnu energiju. Njemačka je u 1990-tim godinama prošlog stoljeća postala najnaprednija država po pitanju razvoja sustava za iskorištavanje energije vjetra. Današnji vjetrogeneratori su dosegnuli visok tehnološki standard i njihove snage prelaze snagu od 4 MW.

## Izvedbe vjetroturbina
Današnji sustavi za iskorištavanje energije vjetra su pretežito vjetrogeneratori. U daljnjem tekstu bit će nabrojane podjele i izvedbe suvremenih vjetrogeneratora te će biti ukratko opisane.
U osnovi, vjetroturbine mogu raditi na dva načina iskorištavanje energije vjetra, pa se zato i osnovna podjela svodi na podjelu prema tim svojstvima. Tako imamo: vjetroturbine koje rade na svojstvu otpornog djelovanja (eng. drag devices), vjetroturbine koje rade na principu potiska (eng. lift devices) i vjetroturbine koje rade na kombiniranju obaju načina. Vjetroturbine koje rade na način otpornog djelovanja imaju manju iskoristivost od vjetrenjača koje rade na način potiska, zbog toga danas pretežito koriste vjetroturbine koje rade na potisak ili koje rade na način kombiniranja obaju principa.
Osim ove glavne podjele postoji još niz podjela vjetroturbina, pa ih tako u ovisnosti prema nekim konstrukcijskim i radnim značajkama razvrstavamo po:
- položaju osi turbinskog kola: vjetroturbine s vodoravnom osi i okomitom osi.
- omjeru brzine najudaljenije točke rotora i brzine vjetra: brzohodne i sporohodne.
- broju lopatica: višelopatične, s nekoliko lopatica i s jednom lopaticom.
- veličini zakretnog momenta: visokomomentne i niskomomentne.
- načinu pokretanja: samokretne i nesamokretne.
- iskoristivosti pretvorbe energije vjetra u zakretni moment: nisko i visoko učinkovite.
- načinu okretanja rotora prema brzini vjetra: promjenjive i nepromjenjive.

### Podjela po položaju osi turbinskog kola

#### Vjetroturbine s okomitom osi
Vjetroturbine s okomitom osi su najstariji sustavi za iskorištavanje energije vjetra. Danas također postoje koncepti modernih vjetrogeneratora koji imaju okomit položaj osi. Negativna strana ove vrste vjetroturbina je manja iskoristivost od vjetroturbina s vodoravnom osi, a pozitivne strane su:
- vjetroturbina nema usmjerenja, ne mora biti usmjerena prema vjetru, pa ne trebaju dodatni uređaji za praćenje vjetra i okretanje vjetroturbine,
- potreban je slabiji vjetar za njihov rad,
- uređaji za kontrolu vjetroturbine i pretvorbu energije mogu biti smješteni na razini zemlje zbog okomite osi rotora,
- jednostavnija struktura što olakšava i samo postavljanje.

Koncepti rotora s okomitom osi su:
- Savoniusov rotor
- Darrieusov rotor
- H rotor

Savonius-ov rotor radi na način otpornog djelovanja koji kombinira s potiskom. Sastoji se od dvaju polucilindričnih lopatica koje su otvorene na suprotnim stranama. Blizu osi, lopatice se preklapaju tako da preusmjereni vjetar može strujati iz jedne lopatice u drugu. Ova vrsta rotora ima veću iskoristivost od rotora zasnovanih samo na otpornom djelovanju, ali manju od rotora primarno zasnovanih na potisku. Ovaj tip rotora ima prednost koja se zasniva na tome da se mogu početi vrtjeti na malim brzinama vjetra, dok im je loša strana u tome što je potrebno puno materijala za njihovu izradu. 
Darrieus-ov rotor je 1929. konstruirao Francuz Georges Darrieus. Ova vrsta rotora se sastoji od dvije ili tri lopatice koje imaju oblik parabole. Profil rotorskih lopatica oblikom odgovara radu na principu potiska. Iskoristivost ovih rotora je puno veća od iskoristivosti Savoniusovih rotora. Glavni nedostatak Darrieusovog rotora je u tome što ne može sam započeti rotaciju te zbog toga uvijek zahtjeva pomoćni uređaj za pokretanje.
Daljnjim razvojem Darrieus-ovog rotora razvijen je H rotor ili H – Darrieusov rotor. Ovaj rotor se još naziva i Heidelberg rotor po kompaniji Heidelberg Motor. Generator s permanentnim magnetom je integriran u samu strukturu rotora i ne zahtjeva sustav prijenosa.

#### Vjetroturbine s vodoravnom osi
Vjetroturbine s vodoravnom osi su danas najzastupljeniji tip vjetroturbina. Većina današnjih vjetrogeneratora su vjetroturbine s vodoravnom osi, zbog toga ćemo u ovom poglavlju govoriti isključivo o vjetrogeneratorima. Vjetrogeneratori su došli do vrlo visokog stupnja tehničke razvijenosti i dosežu snage od nekoliko megavata, dok su vjetrogeneratori u 80-tim godinama prošlog stoljeća bili u rangu snage ispod 100 kW.  Vjetrogeneratori s vodoravnom osi uobičajno se sastoje od sljedećih dijelova:
- - lopatice rotora,
  - Rotorska kočnica
  - sustav promjene nagiba lopatica,
  - električni generator,
  - mehanički prijenos,
  - sustav za mjerenje brzine vjetra,
  - sustav za pračenje vjetra,
  - kućište, stup i temelj,
  - transformator,
  - upravljački, nadzorni i ostali sustavi,
  - glavni spojevi.

Moderni vjetrogeneratori s vodoravnom osi mogu imati jednu, dvije ili tri lopatice rotora. Uobičajeno se ne koristi više od tri lopatice. Koristeći manji broj lopatica možemo smanjiti potrebu za materijalom tijekom proizvodnje. Rotori s jednom lopaticom moraju imati protumasu na suprotnoj strani rotora. Rotori s jednom lopaticom nemaju mirno kružno kretanje i zato dolazi do većeg naprezanja materijala. Na svijetu postoji samo par prototipova rotora s jednom lopaticom i nije za očekivati da bi se to uskoro promijenilo. Optimalni energetski stupanj iskoristivosti rotora s tri lopatice je malo veći od rotora s dvije lopatice. Rotori s tri lopatice imaju optički mirniji rad i bolje se uklapaju u okoliš. Dok je jedini nedostatak rotora s tri lopatice u tome što zahtijevaju više materijala za proizvodnju.

## Efikasnost vjetrogeneratora, brzina vjetra i osiguranje vjetrogeneratora
Svaki vjetrogenerator je dizajniran za određenu brzinu vjetra pri kojoj ima najbolju iskoristivost. Na jako malim brzinama vjetra rad vjetrogeneratora nije isplativ. Pri slabom vjetru ne može se generirati ili se može generirati jako malo struje iz energije vjetra, pa tako sam vjetrogenerator može postati potrošač. Zbog rotorska kočnica bi trebala zaustaviti rotor vjetrogeneratora ako je brzina vjetra manja od preddefinirane brzine upogonjenja tog vjetrogeneratora.
Brzina vjetra za koju je dizajniran vjetrogenerator i nominalna brzina vjetra vjetrogeneratora uopbičajeno su različite vrijednosti. Nominalna brzina vjetra je uobičajeneno veča od brzine za koju je taj vjetrogenerator dizajniran. Iznad nominalne brzine vjetra, snaga generatora vjetrogeneratora mora biti limitirana, te zbog toga vaki vjetrogenerator iznad nominalne vrijednosti brzine vjetra daje konstantnu izlaznu snagu zbog limitacije i pada iskoristivosti. Ta izlazna snaga je konstantna sve do brzine isključenja.
Ako brzina postane previsoka, vjetroelektrana može biti preopterečena i može doči do oštečenja. Zbog toga vjetrogeneratori imaju preddefiniranu brzinu isključenja, pri kojoj rotorska kočnica zaustavlja vjetroturbinu i rotor se okreče od vjetra koliko je to moguće.
Predefinirane brzine vjetra uobičajeno imaju sljedeće iznose:
- - Brzina uključenja vcut-in = 2.5 – 4.5 m/s
  - Brzina vjetra za koju je dizajniran vjetrogenerator vD = 6 – 10 m/s
  - Nominalna brzina vjetra vN = 10 - 16 m/s
  - Brzina isključenja vcut-out = 20 – 30 m/s
  - Brzina preživljavanja vlife = 50 – 70 m/s

Svaki proizvođač vjetrogeneratora za svaki svoj proizvod ima napravljen dijagram iskoristivosti u ovisnosti o brzini vjetra. Na tom dijagramu su ucrtane i gore navedene preddefinirane vrijednosti za taj vjetrogenerator.

### Ograničavanje izlazne snage i zaštita odoluja
Energija koja može biti preuzeta od vjetra ovisi o brzini vjetra. Poslije dostizanja nominalne snage, snaga vjetrogeneratora bi trebala ostati konstantna kod svih brzina vjetra večih od nominalne brzine zato što turbina i generator ne mogu podnijeti više energije.
Zbog toga, vjetroelektrana mora limitirati snagu pomoću jedne od dvaju sljedećih metoda:
- - Metoda zavjetrine (Stall control)
  - Metoda promjene kuta lopatica rotora (Pitch control)

#### Metoda zavjetrine (Stall control)
Metoda zavjetrine se bazira na efektu stvaranja vrtložnih struja, a s time i zavjetrine kod velikih upadnih kutova koji se sami povećavaju pri povećanju brzine vjetra. Ovaj efekt uništava uzgon na površini zahvaćenoj ovim efektom te na taj način limitira snagu koju vjetar prenosi na lopatice rotora. Kod ovoga načina zaštite vjetrogeneratora lopatice rotora se ne pomiću, te kut pod kojim su postavljene uvijek ostaje konstantan. Ovakav način zaštite vjetrogeneratora se realizira samom konstrukcijom rotora te ne zahtijeva napredne tehničke sustave za njezin rad.
Negativna strana ovakvog načina zaštite vjetrogeneratora je u tome što ne omogućava nikakvo naknadno upravljanje zbog toga što je ovaj način zaštite isključivo pasivan. Maksimalnu snagu novodizajniranog rotora nije lako procijeniti zbog kompliciranog matematičkog proračuna strujanja fluida. Nakon dosizanja maksimalne snage, izlazna snaga generatora zaštičenog ovom metodom opada.
Ovako zaštičeni sustavi moraju imati još dodatne aerodinamičke kočnice koje pomažu vjetrogeneratorima s ovakvim načinom zaštite da prežive oluje.

#### Metoda promjene kuta lopatica rotora (Pitch control)
Mnogi proizvođači vjetroturbina preferiraju metodu zaštite svojih vjetroturbina pomoću promijenjivog kuta lopatica rotora, iako je ovu metodu zaštite tehnički puno teže izvesti. Međutim, ta metoda zaštite aktivna je metoda i može se prilagoditi različitim uvjetima. Zaštita metodom promjene kuta lopatica rotora automatski prilagođava kut lopatica rotora, a samim time i upadni kut, smanjujući ga ili povećavajući, ovisno o prilikama. Lopatice rotora okreću se u vjetar pri većim brzinama vjetra, smanjujući upadni kut i tako se aktivno smanjuje ulazna snaga na lopaticama rotora. Izrada tako zaštićenih i kontroliranih vjetrogeneraora kompliciranija je zato što lopatice rotora moraju biti pomično učvršćene na vrh osovine i mora postojati još dodatni motor koji bi upravljao nagibom lopatica. Manji sustavi uobičajeno upotrebljavaju mehanički kontroliran mehanizam promjene kuta lopatica rotora oslanjajući se na centrifugalnu silu.
Ako se vjetrogenerator kompletno isključen zbog zaštite od oluje i ako ima mogućnost zakretanja kuta lopatica rotora, mogu joj se lopatice rotora okrenuti u položaj pera (najmanja moguća silueta koja stoji na putu vjetra), te se tako smanjuje njen otpor vjetru i mogućnost oštečenja.

### Sustav za praćenje vjetra (Yawing)
Sustav za praćenje vjetra može se svrstati u sustave za povećanje iskoristivosti vjetrogeneratora i u sustave za zaštitu vjetrogeneratora s vodoravnom osi. Ovaj sustav radi na principu vodoravnog zakretanja vjetrogeneratora.
Vjetrogeneratori s vodoravnom osi, za razliku od vjetrogeneratora s okomitom osi, moraju uvijek svojom orijentacijom pratiti smjer vjerta. Orijetnacija lopatica rotora uvijek mora biti tako namještena da su lopatice rotora okrenute prema vjetru pod optimalnim kutom. Ovo može biti problem za vjetrogeneratore s promijenjivim kutom lopatica rotora ako su postavljene na mjestu gdje dolazi do vrlo brze promjene smjera vjetra zato što može doći do velikih fluktacija u snazi o čemu se mora voditi računa prilikom vodoravnog zakretanja vjetrogeneratora i prema tome se korigirati brzina rotora.
Za zakretanje vjetrogeneratora u vodoravnom smjeru cijelo kućište vjetrogeneratora s rotorom, prijenosom i generatorom mora biti pomično postavljeno na vrhu stupa. Sustav za mjerenje vjetra smješten na kučištu mjeri i izračunava brzinu i smjer vjetra i prema tim podatcima upravljački sustav odlučuje kada, za koliko i u kojem smjeru zaokrenuti kućište i rotor vjetrogeneratora. Kada kućište i rotor dođu u optimalni položaj pokreče se vodoravna kočnica koja drži vjetrogenerator u tom položaju. U stvarnosti postoji uvijek malo odstupanje od smjera vjetra i optimalnog položaja rotora. To odstupanje se zove "yaw angle" i uobičajno iznosi oko 5 %.

## Poveznice
- Vjetroagregat
- Energija vjetra
- Snaga vjetra